# Кузьмино-Гатьевский сельсовет
Кузьмино-Гатьевский сельсовет — сельское поселение в Тамбовском районе Тамбовской области Российской Федерации.
Административный центр — село Кузьмино-Гать.

## История
Статус и границы сельского поселения установлены Законом Тамбовской области от 17 сентября 2004 года № 232-З «Об установлении границ и определении места нахождения представительных органов муниципальных образований в Тамбовской области».

## Население
| 2010  | 2012  | 2013  | 2014  | 2015  | 2016  | 2017  |
| ----- | ----- | ----- | ----- | ----- | ----- | ----- |
| 3370  | ↗3444 | ↗3464 | ↗3529 | ↗3627 | ↗3666 | ↘3664 |
| 2018  | 2019  | 2020  | 2021  |       |       |       |
| ↗3745 | ↘3691 | ↗3720 | ↗4084 |       |       |       |

### Национальный состав
| Национальность | Численность в 2010 году и доля среди указавших национальность |
| -------------- | ------------------------------------------------------------- |
| Русские        | 1815 (59,6%)                                                  |
| Цыгане         | 763 (25,1%)                                                   |
| Езиды          | 349 (11,5%)                                                   |
| Армяне         | 48 (1,6%)                                                     |
| Другие         | 69 (2,2%)                                                     |

Доля национальных меньшинств в населении сельсовета значительно выше, чем в среднем по Тамбовскому району и Тамбовской области. Цыгане проживают в посёлке Калинин, езиды — в селе Кузьмино-Гать и посёлке Калинин.

## Состав сельского поселения
| № | Населённый пункт            | Тип населённого пункта       | Население |
| - | --------------------------- | ---------------------------- | --------- |
| 1 | Григорьевский               | посёлок                      | 54        |
| 2 | Калинин                     | посёлок                      | ↗975      |
| 3 | Кандауровский Дом инвалидов | посёлок                      | ↘320      |
| 4 | Кузьмино-Гать               | село, административный центр | ↘2021     |